# Tüp
Tüp oder Tjup ist ein Dorf im Nordwesten Kirgisistans mit 12.387 Einwohnern (Stand 2022).

## Geographie
Tüp liegt im Oblus Yssyk-Köl und ist Verwaltungszentrum des gleichnamigen Rajons Tüp. Der Ort liegt einige Kilometer vom Ufer des Yssykköl. In Tüp geht das Karkara-Tal in die Ebene des Yssyk-Köl über. Im Norden liegt der Kungej-Ala-Too-Gebirgszug.

## Geschichte
Es heißt, dass Tamerlan einmal jedem seiner Soldaten befahl, beim Vorbeigehen einen Stein auf einen Stapel zu legen. Bei ihrer Rückkehr musste jeder Soldat einen Stein entfernen, wobei die Anzahl der verbleibenden Steine der Anzahl der gefallenen Soldaten entsprach. Im Umkreis von Kilometern gibt es keine weiteren Steine in der Region. Unweit von Tüp liegen außerdem Ruinen der antiken Stadt Tschigu, die zu ihrer Blütezeit Hauptstadt der Usunen war. Heute liegen die Ruinen unter Wasser. Ebenfalls unter Wasser sollen Reliquien des Apostels Matthäus liegen. Sie werden in einem armenischen Kloster aufbewahrt, das allerdings überschwemmt wurde. Das Dorf selbst wurde 1869 von russischen Siedlern gegründet und erhielt zunächst den Namen Preobrodschenka. Es wurde später in Tjup umbenannt. Das Dorf in seiner heutigen Form entstand erst 1961, als im Rahmen eines Entwicklungsplans für den Rajon die wichtigen Gebäude aufgebaut wurden. Es gab getrennte Viertel, eines für Industrie und eines für Wohngebiete. Im Zentrum stand – wie in vielen anderen sowjetischen Städten – die Leninstraße. 1978 wurde der Bebauungsplan aufgrund der Erdbebengefahr angepasst.

## Bevölkerung
| Jahr | Einwohnerzahl |
| ---- | ------------- |
| 2009 | 09.828        |
| 2021 | 12.355        |

Quellen:

## Verkehr
Im Zentrum des innerstädtischen Verkehrs steht die Leninstraße. An das Fernstraßennetz ist Tüp über die zwei Fernstraßen angeschlossen: die A363, die den Yssyk-Köl umrundet und Tüp mit Karakol im Süden und Tscholpon-Ata im Westen verbindet und die hier beginnende A362, die durch das Karkara-Tal bis zur Grenze zwischen Kirgisistan und Kasachstan führt.